# Pécselyi-medence
A Balaton-felvidék vonulatai közé több helyen szerkezeti mélyedések ékelődnek, melyek kiterjedése Balatonfüred felől nyugati irányba haladva növekszik. Ezek közé tartozik a Pécselyi-medence [néhol Pécsely–Szőlős-medence] is, amely (a Balatonfüredtől északra elterülő Kéki-völgy kis márgamedencéjét nem számítva) kelet felől az első ilyen, jelentékenyebb, márgás alapkőzetű medence a tóparti hegysor mögött. A medencét északról egy délnyugat-északkelet irányú rögsorozat határolja, és választja el a Veszprém-Nagyvázsonyi-medencétől. A ritka növényfajokban gazdag medence területén fekszenek Pécsely és Balatonszőlős települések.

## Felépítése
Délről kevésbé kiemelt peremhegyek választják el a Balatontól. A rögök geológiai felépítése változatos. Leggyakoribbak a középső- és felső triász mészkőtípusok, márgák, de több helyen előfordul a dolomit felszínre bukkanása is. A Pécselyi-medencét észak felől egy viszonylag magasra kiemelkedő rögsorozat keretezi: Kis-Gella, Nagy-Gella (a terület legmagasabb pontja, 416 m), Róka-hegy, Hosszú-hegy, Derék-hegy, Hideg-hegy, ezek egyben fő vízválasztóként különítik el a szomszédos Déli-Bakonytól. Különleges domborzati formák is előfordulnak, például különböző szurdokok, kúpkarsztok, kősáncok. Gyakori, hogy agyag tömi el a vízmosások útját a lefelé vezető repedésekben. Ilyenkor időszakos vagy állandó vizű tavacskák jönnek létre, leggyakrabban Ágas-magas, Zimer-tető, Kisdörgicse, Nyelő, Dörgicse és Vászoly határában. Vízutánpótlásukat csak csapadék biztosítja, így aszályos években teljesen ki is száradhatnak.

## Növények
Növényfajok tekintetében igen gazdag és változatos, természetes vegetációjából 67 faj (amely a fajok mintegy 10%-a) védett. Gyakoriak a száraz tölgyesek és karsztbokorerdők. Bennük nagy tömegben él a nagyezerjófű, a madárfészek kosbor és a bíboros kosbor. Előfordulnak sztyepprétek is, amelyek a legtöbb botanikai értéket rejtik: tavaszi hérics, leánykökörcsin, fekete kökörcsin, stb. Vízfolyásokban gazdagabb helyeken forrásláp-maradványok, kiszáradó láprétek maradtak fenn.

## Állatfajok
A Pécselyi-medencében gazdag cincér- és futóbogár-fauna él, melyek fajai közül több a hazai bogárvilág ritkaságának számít. Ezek közé tartozik az Arias díszbogara, mely a Balaton-felvidék egyik legértékesebb faja, hosszú ideig az itteni volt az egyetlen ismert élőhelye. Megtalálható a mandulacincér, mely hazánkban a Balaton-felvidék elhagyott mandula-ültetvényeiből ismert. A területen összesen 112 futóbogárfaj, köztük a védett aranyos bábrabló, a bőrfutrinka, illetve 100 cincérfaj, köztük a védett diófacincér és borókacincér is megtalálható. A kétéltűek és hüllők közül többek között megemlíthető a pettyes gőte, a barna varangy és a zöld gyík.

## Külső hivatkozások
- Pécselyi-medence, Balaton-felvidéki Nemzeti Park